# Башта Карлтон Центру
Башта Карлтон Центру (англ. Carlton Centre) — найвищий хмарочос Африки, розташований в Йоганнесбурзі, Південноафриканська республіка. Висота 50-поверхового хмарочосу становить 223 метри і він був найвищим будинком Південної півкулі коли був збудований. Будівництво було розпочато в 1967 і у 1971 році в центр вже почали в’їжджати орендарі, проте офіційне відкриття будинку відбулося в  1973 році. Хмарочос спроектовано архітектурним бюро Skidmore, Owings and Merrill.
В 1999 році компанія Транснет викупила будинок у Anglo American Properties за 32 млн. рандів.
На 50-поверсі розташована обсерваторія, з котрої відкривається краєвид на все місто і сусідню Преторію. На перших поверхах Карлтон Центру розташований торговий центр, котрий також є основою готелю Карлтон.